# Anton Bezler (Politiker)
Anton Bezler (* 14. April 1901 in Rottenburg am Neckar; † 21. Oktober 1977 in Stuttgart) war ein deutscher Politiker und Kreisleiter der NSDAP in Lüdinghausen.

## Leben
Anton Bezler wurde als Sohn eines Schuhmachers geboren und erlernte den Beruf eines Kaufmanns. Zum 13. Dezember 1925 trat er der NSDAP bei (Mitgliedsnummer 16.292). Bis zum Jahre 1929 betrieb er ein Weißwarengeschäft. Nach anschließender Arbeitslosigkeit fand er Beschäftigung bei einer rheinischen Montagefirma. Im Jahre 1932 war Bezler Kandidat für den Preußischen Landtag und von Mai bis September 1933 Mitglied des Kreistages und Kreisausschusses des Landkreises Lüdinghausen. Am 13. Januar 1942 wurde er in die Wehrmacht einberufen. Nach dem Kriege verdiente er seinen Lebensunterhalt als Einzelhandelskaufmann.

## Tätigkeiten in der NSDAP
- 1924 Völkisch-sozialer Block
- 1. April 1931 Bezirksleiter in Paderborn
- 30. Januar 1933 Kreisleiter in Lüdinghausen (bis 31. Oktober 1933)
- 1. Mai 1933 Kreisdeputierter
- 10. Oktober 1933 Gauorganisationsleiter Westfalen-Nord (bis 1. Februar 1934)
- 1938 Reichsredner
- 31. August 1939 Ehrenzeichenträger
- 1940 Leiter einer Hauptstelle im Gauorganisationsamt